# Orlando Mendes
Orlando Marques de Almeida Mendes (Illa de Moçambic, 4 d'agost de 1916-Maputo, 11 de gener de 1990) va ser un biòleg i escriptor moçambiquès influenciat pel neorealisme.

## Biografia
Va viure la descolonització portuguesa de Moçambic i va estudiar biologia a la Universitat de Coïmbra, ciutat en què es va establir el 1944 amb la seva esposa i la seva filla, on hi treballà com a assistent de botànica.
Després va tornar a Moçambic, on treballà com a fitopatologista i per al Ministeri d'Agricultura com a investigador de medicina tradicional Va treballar com a biòleg a Lourenço Marquis i va escriure per a les publicacions Tempo, Itinerário, Vértice i África. Malgrat ser d'origen europeu, va criticar el tracte cap als negres i el Règim de Salazar. Durant la Guerra Colonial Portuguesa, es va posicionar amb el partit nacionalista FRELIMO.
Va iniciar-se en literatura sota la influència de neorealisme i del moviment Presença. També va promoure la literatura moçambiquesa com a membre de l'Associação dos Escritores Moçambicanos i com a editor. Va guanyar el Prêmio Fialho de Almeida, el premi dels Jocs Florals de la Universitat de Coïmbra (1946) i el Premi de Poesia al concurs literari de la Cambra Municipal de Lourenço Marques.

## Obra

### Poesia
- Trajectórias, Coimbra, edição do autor, 1940
- Clima, Coimbra, edição do autor, 1959
- Depois do 7º Dia, Lourenço Marques, Publicações Tribuna, 1963
- Portanto Eu vos Escrevo, Viseu/Portugal, edição do autor, 1964
- Véspera Confiada, Lourenço Marques, Livraria Académica, 1968
- Adeus de Gutucumbui, Lourenço Marques, Académica, 1974
- A Fome das Larvas, Lourenço Marques, Académica, 1975
- País Emerso I, Lourenço Marques, Empresa Moderna, 1975
- País Emerso II, Maputo, edição do autor, 1976
- Produção Com que Aprendo, Maputo, Instituto Nacional do Livro e do Disco, 1978
- As faces visitadas, Maputo, AEMO, 1985

### Novel·la
- Portagem, Beira, Notícias da Beira, 1966

### Teatre
- Um Minuto de Silêncio, Teatro, Beira, Notícias da Beira, 1970
- Lume Florindo na Forja, Maputo, INLD, 1980

### Assaigs
- Sobre literatura moçambicana, Maputo, INLD, 1982

### Infantil
- Papá Operário Mais Seis Histórias, Maputo, INLD, 1980, 2ª ed., 1983
- O menino que não crescia, Maputo, INLD, 1986[3]